# Trouble Man: Heavy Is the Head
Trouble Man: Heavy Is the Head  é o oitavo álbum de estúdio do rapper norte-americano T.I. . O álbum foi lançado em 18 de dezembro de 2012, sob as gravadoras Grand Hustle e Atlantic Records.

## Antecedentes
Depois de ser libertado da prisão em agosto de 2011, a T.I. começou a recuperar o tempo perdido, aparecendo em remixes com Jay-Z e Kanye West ("Niggas in Paris") e com Kesha ("Sleazy"), bem como a gravação de 86 faixas para Trouble Man. Em entrevista à Rolling Stone , TI já afirmou que ele estava debatendo entre dois títulos para o álbum, Kill the king e Trouble man.
T.I. afirmou que gravou mais de 100 músicas pro álbum e so lanço 16 e confirmou que lançara um outro disco do álbum como uma continuação em Trouble Man:He Who Wears the Crown que será lançado em 2013

## Lançamento e Produção
Em julho pouco depois T.I. fez uma colaboração em uma música com Sean Kingston e outra com Trey Songz.E anunciou o primeiro single do álbum a faixa Go Get It
Em setembro, a TI apareceu em 106 & Park para promover seu livro "Trouble & Triumph", uma continuação de seu anterior romance "Power & Beauty". Durante sua visita, ele anunciou uma nova data de lançamento para o seu álbum para 18 de dezembro. Ele revelou que o álbum contará com colaborações de Pharrell, André 3000 , Cee Lo Green , R. Kelly , Lil Wayne, e A $ AP Rocky .

### Singles
Após o vazamento de uma musica em 23 de junho de 2012, TI lançou " Go Get It "como o primeiro single do álbum, liberando-a iTunes Store em 17 de julho de 2012.

### Singles Promocionais
O primeiro single promocional do álbum foi a faixa I`m Flexin que foi lançada em 4 de outubro de 2011. Alcançou o número 66 na Billboard Hot 100.
O segundo single promocional foi a faixa Here Ye, Hear Ye que não entrou no álbum.
Terceiro single promocional, intitulado  Love This Life foi produzido por 1500 or Nothin', e foi lançado em 3 de abril de 2012. A canção é tematicamente lembra seu single de sucesso Whatever You Like. O site PopCrush chamou de "uma balada rap grande que poderia tornar o bandido mais difícil vizinhança quer comprar doces e flores para sua namorada ". A canção alcançou a posição #81 na Billboard Hot 100 gráficos e em #39 no Hot R&B / Hip-Hop Songs.

## Recepção e Critica

### Crítica
| Críticas profissionais | Críticas profissionais |
| Avaliações da crítica  | Avaliações da crítica  |
| Fonte                  | Avaliação              |
| ---------------------- | ---------------------- |
| Allmusic               | [ 3 ]                  |
| XXL                    | [ 4 ]                  |
| Rolling Stone          | [ 5 ]                  |

Trouble Man: Heavy is the Head recebeu críticas positivas de críticos de música . No Metacritic , que atribui uma classificação de 100 a opiniões de críticos mainstream, o álbum recebeu uma pontuação média de 65, com base em 7 avaliações, o que indica revisões geralmente favoráveis.

## Faixas
| Edição padrão |                                                | |              |         |  |
| N.º           | Título                                         | Compositor(es) | Produtor(es) | Duração |  |
| 1.            | "The introduction"                             | Thomas Lee Brown, Marvin Gaye , Clifford Harris, Jr. , Lejuan Kinnemore, Travis Sayles, Tommy Brown                    |              | 3:53    |  |
| 2.            | "G Season" (com participação de Meek Mill)     | Harris, Jr., Robert Williams , Carl McCormick , Kenneth Gamble, Leon Huff, Gene McFadden, Paul Tisdale, John Whitehead |              | 3:57    |  |
| 3.            | "Trap Back Jumpin"                             | Harris, Jr., Aldrin Davis                                                                                              |              | 5:04    |  |
| 4.            | ""Wildside"" (com participação de A$Ap Rocky)  | Harris, Jr., Rakim Mayers , Dion Wilson , Brian Kidd                                                                   |              | 5:26    |  |
| 5.            | "Ball" (com participação de Lil Wayne)         | Harris, Jr., Dwayne Carter, Jr., Gottwald, Walter                                                                      |              | 3:25    |  |
| 6.            | "Sorry" (com participação de Andre 3000)       | Harris, Jr., André Benjamin , Phalon Alexander , Stacy Barthe, Derel                                                   |              | 5:48    |  |
| 7.            | "Can You Learn" (com participação de R. Kelly) | Harris, Jr., Fredrick Hall, Willie Hutch, William Jones, Robert Kelly , Montay Humphrey, Korey Robertson               |              | 6:12    |  |
| 8.            | "Go Get It"                                    | Clifford Joseph Harris, Jr. T-Minus                                                                                    |              | 3:37    |  |
| 9.            | "Guns and Roses" (com participação de P!nk)    | Harris, Jr., Alecia Moore , T. Williams, Nikhil Seetharam , Jacob Kasher, Kelly Sheehan                                |              | 4:28    |  |
| 10.           | "The Way We Ride"                              | Harris, Jr., Larrance Dopson, Lamar Edwards, John Groover, Michael Cox, Jr.                                            |              | 4:03    |  |
| 11.           | "Cruisin"                                      | Harris, Jr., Cordale Quinn                                                                                             |              | 3:55    |  |
| 12.           | "Addresses"                                    | Harris, Jr., Cordale Quinn                                                                                             |              | 3:09    |  |
| 13.           | "Hello" (com participação de Cee Lo Green)     | Harris, Jr., Pharrell Williams , Thomas Callaway                                                                       |              | 4:07    |  |
| 14.           | "Who Want Some"                                | Harris, Jr., Davis, James Payne, James Glaser                                                                          |              | 5:55    |  |
| 15.           | "Wonderful Life" (com participação de Akon)    | Marquinarius Holmes, Elton John , Harris, Jr., Bernie Taupin, Aliaune Thiam                                            |              | 5:21    |  |
| 16.           | "Hallelujah"                                   | Marquinarius Holmes, Elton John , Harris, Jr., Bernie Taupin, Aliaune Thiam                                            |              | 3:24    |  |

## Desempenho Comercial
O álbum estreou no número dois nos EUA Billboard 200 , com vendas na primeira semana de 179 mil cópias nos Estados Unidos.
| Parada (2012)                           | Melhor posição |
| --------------------------------------- | -------------- |
| Estados Unidos - (Billboard 200)        | 2              |
| Estados Unidos - (Digital Albums)       | 2              |
| Estados Unidos - (Billboard Rap Albums) | 1              |
| Estados Unidos - (R&B/Hip-Hop Albums)   | 1              |

| Região         | Data                   | Formato(s)           | Gravadora               |
| -------------- | ---------------------- | -------------------- | ----------------------- |
| Estados Unidos | 18 de dezembro de 2012 | CD, download digital | Grand Hustle e Atlantic |
| Reino Unido    | 24 de dezembro de 2012 | CD, download digital | Atlantic                |